# Alfred Lemmnitz
Alfred Lemmnitz (Taucha, 1905. június 27. – Pankow, 1994. szeptember 23.) német politikus, tanár és egyetemi tanár. 1958 és 1963 közt az NDK oktatási minisztere volt. Több pártban is politizált, több fontos keletnémet díjat is elnyert.